# Edward Kwame Wiredu
Edward Kwame Wiredu (* um 1934; † 31. Januar 2008) war ein führender Jurist und Politiker in Ghana. Er hatte zwischen 2001 und 2003, während der ersten Amtszeit von Präsident John Agyekum Kufuor den Posten des Chief Justice von Ghana inne und damit das höchste juristische Amt des Landes und eine verfassungsrechtliche Schlüsselposition.
Wiredu folgte am 9. November 2001 im Alter von damals 67 Jahren als zehnter Chief Justice seit der Unabhängigkeit Ghanas (als 22. Chief Justice insgesamt) im Jahr 2001 Isaac Kobina Abban im Amt und wurde selbst durch George Kingsley Acquah am 20. Juni 2003 abgelöst. Wiredu musste sich aufgrund einer schweren Erkrankung in eine Behandlung im Ausland begeben.
Wiredu gilt als Verfechter der Unabhängigkeit der Judikative von Regierung und Parlament. Er verwehrte sich massiv gegen Beeinflussungen und Eingriffe durch die Exekutive. Im Jahr 2002 geriet er in Opposition zum Finanzministerium, dem er vorwarf, das verfassungsmäßige Recht auf eine unabhängige Rechtsprechung durch ein zu geringes Budget für die Bereiche der Rechtsprechung zu unterwandern.